# OC
OC (originaltitel: The O.C.) är en amerikansk dramaserie som gick mellan åren 2003 och 2007 på TV-kanalen Fox (i Sverige på Kanal 5). Serien, som skapades av Josh Schwartz, handlar om en grupp ungdomar och deras familjer i Orange County, Kalifornien. Ett av seriens huvudbudskap är att ekonomisk rikedom inte är en garanti för ett problemfritt och lyckligt liv.

## Produktion

### Ursprung
Skaparen av OC, Josh Schwartz, gillade själv serier som handlar om udda karaktärer, till exempel Nollor och nördar och  My so-called life. Schwartz fick reda på att kanalen FOX letade efter en ny ungdomsserie, liknande Beverly Hills 90210, och ordnade ett möte med producenterna McG och Stephanie Savage som tillsammans utvecklade historien om Ryan Atwood, en tonåring som hamnar bland det "vackra folket" i Orange County. Schwartz har senare i intervjuer sagt att han hoppades att rollfigurerna var lite roligare och mer annorlunda än de ungdomar man oftast ser i den här genren. Han har också sagt - "Jag tror att folk från början trodde att det skulle vara melodramatiskt. Vad vi har gjort istället är något med en liten skillnad, något som har lite mer ironi och självmedvetenhet och kanske också lite mer framgång tack vare det".
Skådespelaren Adam Brody ville från början ha rollen som Ryan Atwood men provspelade under uttagningarna ändå för rollen som Seth. Melinda Clarke, som spelade Julie, prövade egentligen för rollen som "den perfekta modern", Kirsten. Skådespelerskan Rachel Bilson ville egentligen ha rollen som Marissa men provspelade ändå för Summer och fick den.

### Inspelning
Delar av serien spelades in i sydöstra Kalifornien eftersom fackföreningarnas regler om löner för inspelning i Los Angeles skulle skapat för höga lönekostnader. 
De flesta inomhusscenerna, som de i hemmen och i kontorsmiljö, är filmade i Raleigh Studios som ligger på Manhattan Beach. De flesta utomhusscenerna, till exempel piren, restaurangen och the Bait Shop spelades in på närliggande Redondo Beach och Hermosa Beach.
Byggnaden som huserade Newport Group är samma hus som använts för ett flertal scener i CSI: Miami.
Området kring UCLA användes som kuliss för UC Berkley i avsnittet där Ryan besöker det. UCLA användes även när Seth och Summer besökte Brown.

### Nedläggning
Den 3 januari 2007 bestämde sig FOX officiellt att lägga ner OC på grund av låga tittarsiffror. Det gick rykten att OC skulle fortsätta med en femte säsong på kanalen CW Television Network. Skaparen Josh Schwartz gav olika bud. I ett mail till en journalist skrev han att "säsongen (den fjärde) var den absolut sista och ryktena om den andra tv-kanalen är falska", i en annan intervju sade han - "Man ska aldrig säga aldrig. Jag skulle älska en "anti-Gilmore Girl" med Julie och Kaitlin."

## Handling

### Säsong 1
Den första säsongen av OC hade premiär i USA den 5 augusti 2003 och den 4 april 2004 i Sverige på Kanal 5. Säsongen består av totalt 27 avsnitt. I pilotavsnittet visas hur livet förändras för Ryan Atwood, en 16-årig kille som bor i det stökiga problemområdet Chino. Man får följa hur livet förändras för de två familjerna Cohen och Cooper. Då Ryan tvingas flytta till en ungdomsvårdsanstalt i väntan på en fosterfamilj, bestämmer han sig att fly från sitt tillfälliga hem i Newport men blir övertalad av Marissa och Seth att stanna i ett av Seths mammas modellhus. Marissas dåvarande pojkvän Luke får reda på detta och konfronterar Ryan, vilket leder till ett bråk mellan de två och de lyckas välta ut ljus och målarfärg vilket får det att börja brinna. Efter den incidenten blev Ryan känd i Newport som den som brände ner Kirstens modellhus.
Under säsongens gång växer Ryan och Marissas förhållande fram. Marissa överdoserar i avsnitt 7 tabletter och alkohol och är nära att dö. Hon dricker även ofta mycket alkohol. Även Seth och Summer blir förälskade, trots Seths kortare förhållande med skolkamraten Anna Stern, som spelades av Samaire Armstrong.
Jimmy hamnar i ekonomiskt trassel, vilket leder till att hans fru Julie lämnar honom. Ryan och Marissas relation knakar i fogarna när Oliver flyttar till Newport Beach och träffar Marissa på den terapi som hon tvingas gå i. Enligt Marissa är hon och Oliver bara vänner men Ryan är fortfarande misstänksam. Oliver låtsas en gång att han har överdoserat bara för att få Marissa mer på kroken. Oliver hotar senare att ta sitt liv, men hindras i sista stund av Ryan. Efter självmordsförsöket försvinner Oliver och återvänder inte i serien.
Marissa ville ha det som innan men Ryan har under tiden hittat tillbaka till sin gamla flickvän från Chino, Theresa. Marissa och Ryan blir ihop igen efter Oliver men senare efter lite trassel.
Luke har en affär med Marissas mamma Julie. Den relationen tar slut då Julie gifter sig med Caleb i säsongens sista avsnitt. I samma avsnitt tvingas Ryan att lämna Newport för att åka tillbaka till Chino, tillsammans med sin nu gravida barndomskärlek Theresa.
Seth förstår att när Ryan är borta kommer han återigen bli hackkyckling och mobboffer. Detta får honom att skriva två avskedsbrev, ett till sina föräldrar och ett till Summer. I den allra sista sekvensen seglar han iväg i solnedgången.

### Säsong 2
Den andra säsongen började sändas den 4 november 2004 i USA. Den består av 24 avsnitt. I säsongspremiären får vi reda på att Seth kommit fram till Portland och avslutat den seglats han påbörjade i slutet av säsong ett.
Ryan har tillbringat sommaren i Chino tillsammans med Theresa och arbetat som byggare för att kunna försörja sin nya familj. Theresa inser att Ryan vantrivs så hon säger sig ha fått ett missfall. Efter detta flyttar Ryan tillbaka till familjen Cohen i Newport Beach.
Även Seth flyttar hem igen och börjar att arbeta på klubben The Bait Shop. Eftersom Summer inte vill veta av honom inleder han en romans med klubbens kvinnliga ägare Alex (spelas av Olivia Wilde). Efter Seth och Alex uppbrott blir Alex istället tillsammans med Marissa, vilket ogillas starkt av hennes mamma Julie. Marissa gör sedan slut med Alex för att inleda ett nytt förhållande med den biffiga och charmiga Ryan.
På skolan Harbor High har en ny elev vid namn Lindsay börjat. Hon blir snart ihop med Ryan men flyttar senare tillbaka till Chicago med sin mamma, sedan det visat sig att hon är Calebs utomäktenskapliga dotter.
Tätt efter Lindsay flytt släpps Ryans bror Trey ut ur fängelset efter ett längre straff. Eftersom han inte har någonstans att ta vägen, erbjuder familjen Cohen honom husrum tills han har ordnat jobb och en egen lägenhet. Nästan direkt efter sin ankomst hamnar Trey i trubbel, vilket slutar med att han försöker våldta Marissa.
Samtidigt har Kirsten börjat dricka mer och mer, vilket är ett resultat av hennes stressiga jobb och brist uppskattning från sin far. Det slutar med att hon krockar med en lastbil och hamnar på sjukhus.
I säsongens sista avsnitt har familjen Cohen en så kallad intervention, ett möte där Ryan, Seth och Sandy försöker göra Kirsten medveten om hennes alkoholproblem. Kirsten går med på att läggas in på ett behandlingshem.
I säsongen sista scener får Ryan veta att Trey försökt våldta Marissa och söker upp honom för en konfrontation. De två börjar slåss och när Trey är nära att kväva Ryan kommer Marissa in och skjuter Trey för att rädda Ryans liv.

### Säsong 3
Den tredje säsongen började sändas den 8 september 2005 i USA. Den består av totalt 25 avsnitt.
Säsongen börjar med att Kirsten är kvar på rehab och Trey ligger i koma efter att blivit skjuten av Marissa. När han sedan vaknar upp försöker Julie utpressa och tvinga Trey att säga att det var Ryan som sköt honom, för att rädda sitt och Marissas rykte. Trey flyr då till Las Vegas för att aldrig mer komma tillbaka.
Marissa slipper åtal, men blir relegerad från Harbor High och tvingas att börja i den kommunala skolan Newport Union. Där träffar hon surfaren Johnny och hans kompis Chili. Genom dem blir det strul med Volchok. 
Även Ryan blir relegerad från Harbor efter att ha slagit till studierektorn när han försökte slänga ut Marissa från ett tivoli ordnat av skolan. Ryan fick dock komma tillbaka då det avslöjades att studierektorn hade ett förhållande med eleven Taylor Townsend.
Efter en kampanj driven av Ryan, Seth och Summer, får Marissa chansen att börja på Harbor High igen. Hennes lillasyster Kaitlin kommer hem från internatskolan för att stödja sin mor i hennes sorg efter sin döde make.
Julie och Marissa bor numera i en husvagnspark, eftersom Caleb visade sig vara utblottad vid sin död.
Kaitlin får känslor för Marissas före detta klasskompis Johnny. Samtidigt kan Marissa och Johnny inte längre förneka sina känslor för varandra. Marissa väljer trots intrigerna att vara tillsammans med Ryan. Efter att ha blivit ratad av Marissa super sig Johnny full och faller ner för ett stup och dör.
Johnnys död blir mer än vad Kaitlin kan klara av och hon flyttar tillbaka till sin internatskola.
Seth och Summer är fortfarande tillsammans, men relationen kantas av problem då Seth börjar att röka cannabis och missar sin intagningsintervju till college. Seth och Summer lyckas lösa situationen vilket istället stärker deras förhållande.
Marissa blir tillsammans med Ryans nya rival, Kevin Volchok. Denne är en riktig bad boy som super, missbrukar droger och är kriminell. Marissa börjar själv använda droger och hamnar i en självdestruktiv spiral, men hon avslutar förhållandet då hon ertappar Volchok med att vara otrogen på hennes examensbal.
Kevin är arg och svartsjuk för att Marissa valt Ryan framför honom själv. Han skuggar Ryan och Marissas färd mot flygplatsen. Marissa är på väg till Grekland för att segla med sin pappa och försöka komma till rätta med sig själv. Kevin rammar deras bil och Marissa skadas svårt. Hon avlider på vägen i Ryans armar. Hennes sista ord blir "Stay, Ryan, don't leave."

### Säsong 4
Den fjärde och sista säsongen började sändas den 2 november 2006 i USA. Säsong 4 består av 16 avsnitt.
Säsongen börjar med att visa hur alla på sitt sätt försöker bearbeta Marissas död. Ryan har flyttat ut från familjen Cohen och har blivit en helt annan person. Han jobbar numera i en bar på dagarna och han tillbringar kvällar och nätter som underground-boxare för att få utlopp för sin ilska.
Summer har börjat på Brown University och även hon har förändrats helt. Hon är nu miljöaktivist och undviker alla samtal från Seth. Seth i sin tur jobbar i en serietidningsaffär i Newport.
Kaitlin kommer tillbaka till Newport och börjar på Harbor High. Julie hyr en privatdetektiv för att hitta Volchok, som visar sig ha flytt undan sitt straff till Mexiko. Julie planerar att Ryan ska hämnas på Volchok och då antagligen döda honom. Men Volchok söker upp Sandy och ber att han ska hjälpa honom, Sandy gör det och Ryan får så småningom reda på det och blir arg på Sandy. Men Sandy säger åt Ryan var Volchok befinner sig och säger att han får göra vad han vill med honom. Men Ryan börjar inte slåss, istället får han Volchok att ange sig själv för polisen med lite hjälp av Seth och Sandy. Ryan flyttar sedan tillbaka till poolhuset.
Alla tror att Taylor befinner sig i Paris för att studera på Sorbonne men hon har i hemlighet återvänt till Newport, efter att av misstag ha gift sig med en fransman som vägrar henne skilsmässa. Ryan hjälper henne under utredningen av skilsmässan genom att spela hennes nya pojkvän. De får riktiga känslor för varandra och utvecklar ett förhållande.
Summer tvingas komma tillbaka till Newport då hon ertappats med att släppa ut försöksdjur från ett laboratorium på skolan. För detta är hon avstängd från Brown i en termin. Väl hemma återförenas hon med Seth. 
Summer och Seth hade oskyddat sex, vilket ledde till att hon tror att hon är gravid. Taylor övertalar henne att göra ett graviditetstest för att se om hon är gravid. Seth får reda på det och friar innan de ser testresultatet, som visar att hon inte är gravid. Det leder till att båda försöker avleda frieriet.
Julie har inlett ett förhållande med huvudsponsorn för NewMatch, oljemagnaten Bullit från Texas. Trots detta har hon en hemlig romans med Ryans biologiske far Frank. Frank har nyligen suttit av sitt fängelsestraff och är nu i Newport för att ta upp kontakten med Ryan. Han vet att hans son inte är intresserad av honom, vilket får honom att hitta på en historia om att han är döende. Sandy avslöjar hans lögn och de två hamnar i handgemäng. Ryan förlåter sedan sin far.
I de sista avsnitten får Kirsten reda på att hon är gravid. Sandy och hon funderar på om de vill uppfostra ett barn till i Newport.
En mycket kraftig jordbävning drabbar OC och Cohens hus blir så pass skadat att det inte går att renovera.
I de allra sista minuterna av säsongen får vi veta vad som händer fem år framåt i tiden.
Hela familjen har flyttat tillbaka till det hus i Berkley där Sandy och Kirsten bodde under sin studietid, det hus där Seth tillbringade sina två första år.
Sandy och Kirsten har fått en dotter, som de har döpt till Sophie för att hedra Sandys mor.
Sandy undervisar nu i juridik på universitet. Det är också på UC Berkley som Ryan har uppfyllt sin dröm och blivit arkitekt.
Seth och Summer gifter sig och på bröllopet är Ryan best man och Taylor brudtärna. Även Ryan och Taylor blir tillsammans i slutet.
Julie och Frank får en son tillsammans i ungefär samma ålder som Sophie. Julie tar examen från college, ivrigt påhejad av Kaitlin, Bullit, Frank och lillkillen.
Seriens absolut sista scen slutar med att Ryan kommer ut, välklädd i kostymbyxor och en välsittande ljusblå skjorta, från det bygge han har ritat. På väg till sin bil ser han en kille i tonåren som sitter vid en telefonautomat med sin cykel slängd framför sig. Killen har en orolig och ledsen uppsyn, rågblont hår, svarta shorts, grön t-shirt och en grå munktröja. Ryan går fram till honom för att hjälpa och han säger exakt den fras som Sandy sagt till honom så många år tidigare; Hey kid, you need help?

## Huvudfigurer

### Ryan Atwood
Ryan (Benjamin McKenzie) är en tonåring med många problem som blir omhändertagen av Sandy Cohen efter att hans mamma har stuckit. Sandy räddar honom från ungdomsfängelse och han flyttar in hos familjen Cohen fast Kirsten Cohen inte är glad över det.
Men Ryan gör faktiskt livet bättre för familjen. Ensamvargen Seth Cohen får för första gången i sitt liv en kompis. Familjen Cohen börjar få livsglädje och de tackar Ryan för det. Ryan är tillsammans med Marissa Cooper från och till, tills hon avlider. Han har också varit tillsammans med sin barndomskärlek Theresa som han trodde var gravid i första säsongen och med Lindsay, Calebs oäkta dotter som senare flyttade till Chicago. Ryan var under en period också ihop med den bortgångne surfaren Johnnys kusin. Ryan har haft många flörtar eftersom han är något av en kvinnokarl. Under den fjärde säsongen blev han tillsammans med Taylor Townsend. Ryan tog examen från UC Berkley och blev arkitekt.

### Seth Cohen
Seth (Adam Brody), frånvarande son till Sandy och Kirsten Cohen. Han har en passion för tv-spel, filmer, obskyr indie och serietidningar. Seth har sedan lågstadiet varit hopplöst förälskad i Summer Roberts, som han senare blir tillsammans med. Seth var mobbad i skolan, men sedan Ryans ankomst blir han lämnad ifred. Seth var ihop med Summer i större delen av första säsongen till dess att han seglar iväg till Portland. I andra säsongen får han finna sig i att vara det så kallade "tredje hjulet" till Summer och hennes nya pojkvän Zach. Men Seth får tillbaka Summer och de återförenas sedan med en "Spidermankyss". Seth har också haft ett förhållande med ägaren till Bait Shop, Alex (Olivia Wilde). Summer och Seth är av och på men till slut gifter han sig i sista avsnittet med sin älskade Summer, där Ryan är best man och Taylor brudtärna.
I sista avsnittet får man se hans lillasyster Sophie som då är cirka 5 år.

### Marissa Cooper
Marissa Cooper (Mischa Barton) föddes den 4 maj 1987. Hon var den äldsta dottern till James och Julie Cooper. Marissa har även en lillasyster Kaitlin som är cirka 4 år yngre.
I säsong 1 av OC är Marissa tillsammans med Luke Ward, en vattenpolospelare som rakar bröstet. När Ryan Atwood (Benjamin McKenzie)kommer till Newport blir ingenting sig likt för Marissa.
Marissa och Seth Cohen (Adam Brody) hjälper Ryan sedan att gömma sig när familjen Cohen bestämmer sig för att Ryan inte ska få bo där. Luke följer efter Marissa när hon åker till huset som Caleb Nichol (Alan Dale) äger. Marissa ville stanna hos Ryan över natten men Ryan tycker att hon ska åka hem. När Marissa åker därifrån kommer Luke och hans kompisar och slår Ryan, samtidigt råkar de välta stearinljus så att en del av huset brinner ned. 
Marissa och Ryan blir tillsammans efter en tid, men ständigt dyker det upp nya problem i deras förhållande.
I säsong 2 upptäcker Marissa att hon är bisexuell och blir tillsammans med Alex Kelly (Olivia Wilde), Seths ex-flickvän. De gör sedan slut och Ryans bror Trey Atwood släpps ut ur fängelset efter att ha försökt stjäla en bil. Marissa och Ryan blir tillsammans igen och när Ryan, Seth och Sandy (Peter Gallagher) åker för att hälsa på Seths farmor Sophie Cohen försöker Trey våldta Marissa på stranden. Marissa slår sig loss och springer därifrån. Efter att Marissa har hållit tyst och mått jättedåligt om det, säger Summer (Rachel Bilson), Marissas bästa vän, att hon vet att något har hänt. Marissa gråter och berättar för Summer. Summer ringer till Seth som sedan berättar för Ryan vad som hänt. Ryan blir rasande och åker till Trey för att döda honom.
När Trey ligger på Ryan och slår honom, kommer Marissa in och skriker åt honom att han ska sluta. När Trey tar upp telefonen och ska slå Ryan i huvudet tar Marissa pistolen som ligger slängd på golvet och skjuter Trey.
Detta leder till att Marissa blir relegerad från Harbor School och hamnar på en allmän skola där hon träffar Johnny Harper som blir en av hennes första vänner. Johnny surfar och har en ovän, stadens bad boy Kevin Volchok (Cam Gigandet). När Johnny ramlar ut för en klippa faller Ryan och Marissas förhållande i bitar, men ändå har de fortfarande känslor för varandra. Ryan blir tillsammans med Johnnys kusin Sadie (Nikki Reed) för ett tag och Marissa vänder ryggen till sina vänner och sin familj och blir ihop med Kevin. Kevin bedrar Marissa på den sista skolbalen med Harbor vilket får dem att göra slut. 
När Marissas pappa vill att hon ska komma och jobba på en båt med honom skulle Ryan köra henne till flygplatsen. Kevin kommer i en bil och knuffar ut dem över en klippa. Bilen voltar många gånger och Kevin sticker därifrån. Ryan drar ut Marissa som ligger helt still när han ser att bilen börjar fatta eld och bensin rinner nerför bilen. Han bär Marissa ut på vägen och bilen exploderar bakom dem. Ryan säger att han behövde hämta hjälp. Marissa blöder från huvudet och säger att han ska stanna. Sedan dör hon i Ryans armar.

### Summer Roberts
Summer Roberts (Rachel Bilson) spelar den ytliga och ganska bitchiga tjejen. Hon bryr sig mest bara om popularitet, killar och fester. Tillsammans med sin bästis Marissa Cooper är de några av de populäraste tjejerna på skolan. När Ryan kommer in i bilden och blir ihop med Marissa börjar Summer ofrivilligt träffa Seth eftersom han är bästa vän med Ryan. Seth har varit kär i Summer ända sen grundskolan, och till och med döpt en båt efter henne men aldrig pratat med henne. Efter ett tag faller Summer för hans charm och de blir ihop, och bildar det perfekta paret. 
Det blir många draman, och under en säsong är hon länge ihop med vattenpolospelaren Zach, men i slutändan är hon ändå alltid med Seth.
Sen kommer Summer in på Brown, och bestämmer sig för att börja där till hösten.
Efter Marissas tragiska död blir Summer så chockad att hon blir som en helt annan människa på Brown, hon slutar prata med Seth, kändisskvaller & hygien är bortglömt och hon blir skolans miljökämpe. Efter ett tag blir hon som vanligt igen, fast miljökämpen brinner fortfarande i henne.
Det slutar med att hon gifter sig med Seth och åker runt och protesterar mot orättvisor världen över.

### Sandy Cohen
Sandy (Peter Gallagher) är gift med Kirsten och har barnen Seth, Sophie och fostersonen Ryan som han räddade och alltid har stöttat. Sandy kommer ursprungligen från New York och har en examen från UC Berkleys juristlinje, arbetade tidigare som offentlig försvarare och var tidigare mycket politiskt aktiv. Sandy startar senare en egen juristfirma, men i sista avsnittet när familjen flyttar tillbaka till sitt tidigare hus i Berkley, börjar han att undervisa i juridik på UC Berkley.

### Kirsten Cohen
Kirsten (Kelly Rowan) är gift med Sandy och mamma till Seth, och fostermamma åt Ryan. Hennes far är Caleb Nichol (Som senare dör av en hjärtinfarkt) vars företag hon arbetade på (Newport Group). Kirstens mamma är död och hennes syster Haley försvunnen, vilket gör att Kirsten känner en stor press från den känslokalle fadern. Kirsten är en nykter alkoholist och startar senare tillsammans med Julie Cooper-Nichol en kontaktförmedling, "New Match". Kirsten har även en examen från UC Berkley i konsthistoria. I sista avsnittet får hon en dotter med Sandy som de döper till Sophie.

### Taylor Townsend
Taylor (Autumn Reeser) är dotter till den elaka och känslokalla Veronica Townsend som inte har mycket intresse i Taylor förutom att påpeka hennes  brister. Taylor är neurotisk, intellektuell och studieinriktad person som har många udda talanger. Till exempel talar hon flytande koreanska och är expert på manga. Hon inleder ett förhållande med studierektorn Hess och driver en kampanj mot Marissa för att få bort henne från skolan. De flesta avskyr henne för att hon är så rättfram och ganska elak. Seth och Summer börjar att umgås med henne, först för att de tycker synd om henne eftersom hon inte har några vänner. Ett tag blir Taylor kär i Seth, men det går över. Alla blir senare vänner, även om hon är den lite konstiga i gruppen. I fjärde säsongen efter Marissas död tar hon Marissas plats i gänget. Hon blir kär i Ryan när han gör henne en tjänst. Efter mycket om och men blir de ihop, och de båda är med på Seth och Summers bröllop i sista avsnittet.

### Luke Ward
Luke (Chris Carmack) är den äldsta av tre söner till Carson och Meredtih Ward. Bröderna heter Brad och Eric. Luke är kapten för vattenpololaget i skolan och är en av skolans "tuffa" killar. Han och Marissa hade haft ett förhållande under en längre tid men det tog slut när han ertappades med att vara otrogen i Mexiko. Luke flyttade till Portland med sin pappa sedan det kommit fram att Carson var homosexuell.
Trots att han var den som trakasserade Seth mest, var det hem till Luke i Portland som Seth tog sin tillflykt efter första säsongen då han fick veta att Ryan skulle flytta.

### Julie Cooper-Nichol
Julie (Melinda Clarke) var gift med Jimmy Cooper och de fick tillsammans döttrarna Marissa och Kaitlin. När skilsmässan med Jimmy blir offentlig så gör hon allt för att Marissa ska bo hos henne. Julie gör hela tiden det hon tycker är bäst för Marissa, vilket Marissa ogillar och hon gör revolt mot Julie. Hon gifter sedan om sig med Kirstens far, Caleb Nichol. Så mycket kärlek är det inte i förhållandet, Caleb Nichol är den rikaste i Newport Beach och det var det som lockade Julie Cooper mest. Caleb dör av en hjärtattack strax innan deras skilsmässa. När Julie ska få arvet visar det sig att det inte finns några pengar kvar. Caleb var helt pank.
Hon flyttar med Marissa till en husvagnscamping där hon bor tills hon överraskande förlovar sig och flyttar ihop med Dr. Neil Roberts, Summers pappa.
Efter att Marissa avlidit rinner förhållandet ut i sanden eftersom Julie blir lite knäpp och inget blir som vanligt, i sista avsnittet har hon fått en son tillsammans med Ryans biologiska pappa Frank Atwood och tar examen från college.

### Kaitlin Cooper
Kaitlin (Willa Holland) är den yngsta dottern till Jimmy Cooper och Julie Cooper-Nichol och lillasyster till Marissa. Kaitlin flyttar i tredje säsongen hem från internatskolan och kommer genast på kant med Marissa. Marissa liknar mer sin far som är lugn och resonlig, medan Kaitlin är sin hetsiga mor upp i dagen. Hennes underhuggare är Lukes småbröder Brad och Eric. Hon har genom serien haft många olika killar, bland annat Will (spelad av Chris Brown) som hon kallar "band-geek". Kaitlin blir den mest populära eleven på Harbor High när hon börjar där och ordnar många vilda fester med öltunnor och marijuana.

### Jimmy Cooper
Jimmy (Tate Donovan) är pappa till Marissa och Kaitlin och var tidigare gift med Julie. Han arbetade tidigare som revisor och finansiell rådgivare. Efter att det blivit känt att han förskingrat stora summor av sina klienters pengar tar Julie ut skilsmässa och han flyr. Han kommer sedan tillbaka i andra säsongen och är då tillsammans med Kirstens lillasyster Haylie. Hon flyttar till Japan för att bli kläddesigner och han ska gifta om sig med Julie men lämnar henne på bröllopsdagen på grund av att han förskingrat nya pengar. Han flyr återigen med sin båt. I det sista avsnittet i tredje säsongen skall han möta upp Marissa i Mauii, Hawaii för att tillsammans med henne segla till Grekland. Det är under resan till flygplatsen Marissa dör.

### Caleb Nichol
Caleb (Alan Dale) är pappa till Kirsten och Haylie, änkling efter deras mor, morfar till Seth och svärfar till Sandy, som han dock inte riktigt gillar. Caleb har en dotter, Lindsay, i samma ålder som Seth och Marissa, som han fått tillsammans med sin sekreterare. Han gifte om sig med Julie Cooper, som då blev Julie Cooper-Nichol. Han begärde skilsmässa från henne sedan hon varit otrogen, men strax innan den gått igenom dör han i en hjärtattack. Caleb var inte den rika affärsman med internationella företag som man hade tror, utan var helt bakrutt och lämnade sin änka Julie helt barskrapad.

### Gästskådespelare
- 2003-2006 Samaire Armstrong som Anna.
- 2003 Paul Wesley som servitören Donnie.
- 2003 Bonnie Somerville som Rachel.
- 2003-2004 Amanda Righetti som Kirstens syster Hailey.
- 2004 Paris Hilton som sig själv.
- 2004 Olivia Wilde som Alex.
- 2004 Gregory Itzin som mr Steven Herbert.
- 2005 Jeffrey Dean Morgan som Joe.
- 2005 T.J Thyne som mr Bernstein.
- 2005 Max Burkholder som liten pojke på flygplatsen.
- 2006 Morena Baccarin som Maya Griffin.
- 2006 AnnaLynne McCord som tjej på balen.
- 2006 Lucy Hale som Hadley.
- 2006 Ashley Benson som Riley.
- 2006 Janel Parrish som Leah.
- 2007 Max Greenfield som unge Sandy.

## Avgörande händelser
- "Premiere" 5 augusti 2003. Det första avsnittet av OC sänds på kanalen FOX.
- "The Best Chrismukkah Ever"- Seths påhittade högtid "Chrismukkah" presenteras. Oliver Trask, en av seriens mest hatade rollfigurer, dyker upp för första gången.
- "The Ties That Bind" - Den första säsongen slutar med att Ryan lämnar Newport tillsammans med Theresa, Seth seglar iväg i solnedgången, Marissa flyttar in i det nya huset tillsammans med sin mamma och Caleb.
- "The Rainy Day Women" - Seth och Summer blir tillsammans igen under en stormig och regnig natt och gör en egen version på "the Spiderman-kiss". Marissa och Alex blir tillsammans.
- "The O.Sea" -  Caleb blir den första huvudrollfiguren som dör, han drabbas av en hjärtattack.
- "The Dearly Beloved" - Den andra säsongen slutar med att Kirsten skickas till rehab och Marissa skjuter Ryans bror Trey efter att denne nästan dödat Ryan.
- "The Graduates" - I säsongsavslutningen på den tredje säsongen tar Ryan, Marissa, Seth och Summer examen från Harbor High School. I slutet av avsnittet dör Marissa i Ryans armar.
- "The Chrismukk-huh?" - I seriens sista Chrismukkah har Ryan och Taylor hamnat i koma. De båda drömmer att de är i parallella universum där ingen av dem existerar. Ryan tar ett sista farväl av Marissa.
- "The Shake Up" - En jordbävning skakar Newport, bokstavligen, och totaldemolerar Cohens hus.
- "The End's Not Near, It's Here" - Det sista avsnittet visar glimtar av framtiden.

## Populärkulturella referenser
En av anledningarna till att OC blev något av en kultserie var bland annat de ständiga referenserna till musiker, filmer och serier som inte kan klassas som kommersiella, särskilt kommentarerna från Seth Cohen. Ett bra exempel är avsnittet The Best Chrismukkah Ever där Seth skapar vad han kallar "The Seth Cohen Starter Pack" som en julklapp till Anna och Summer. Detta "startpaket" bestod av "The Amazing Adventures of Kavalier and Clay", "The Goonies" och skivor av Bright Eyes, Death Cab for Cutie och The Shins'.
Bright Eyes och Death Cad for Cutie refereras det också till i en handfull andra avsnitt, tillsammans men ännu fler band, Seth och co har sett konserter med The Walkmen, Deat Cab for Cutie, The Killers, Modest Mouse, The Thrills, Tom Vek och The Subways på deras lokala scen, the Bait Shop.
De filmer som det refereras till är bland annat The Goonies. Risky Business, Akira, Ghost in the Shell, Blade, House of Flying Daggers och Hellboy.
Seth har också en stor affisch på Ben Folds ovanför sin säng, tillsammans med affischer för olika band, som Death Cab. The Ramones, och Nirvana.
I en scen zoomas Seth in när han läser boken Sex, Drugs, And Cocoa Puffs: A Low Culture Manifesto och författaren Chuck Klosterman som också har nämnts ett flertal gånger, tillsammans med Jack Kerouacs roman On the Road.
Seth spelar dessutom flera olika spel på sin Playstation 2, som the Dynasti Warriors-serien. Seth gör oräkneliga referenser till olika serietidningar, som till exempel x-Men och L.E.G.I.O.N.. Han har också sagt att Brian Michael Bendis är en av världens bästa serietecknare.
Seths smak är uppbackad av andra rollfigurer. Anna Stern delade Seths kärlek för serier och Death Cab for Cutie och i ett avsnitt nämner hon att hon har två biljetter till Bright Eyes.
I den andra säsongen då Summers nya pojkvän Zach presenteras visar det sig att han delar Seths intresse för serier och superhjältefilmer. Marissa tillbringar mesta delen av ett avsnitt till att lyssna på Interpol i sitt rum och i det andra avsnittet någonsin säger hon att hon gillar punk, varpå Seth påpekar att Avril Lavigne inte klassas som punk. Marissa svarar då att hon är arg och därför gillar The Sex Pistols, The Clash, Stiff Little Fingers och The Cramps.
Alex, Seths och Marissas före detta flickvän, har en affisch från en konsert med The Postal Service på väggen i sitt vardagsrum.
I den tredje säsongen upptäcker Seth och Taylor att de delar passionen för manga. Även Julie refererar i ett avsnitt till sin ungdom där hon lyssnade på Poison, Whitesnake, Bob Seger och Mötley Crüe.
Denna sida av serien gick lite på dekis när Ryan blev förälskad i Journey, trots Seths creddigare referenser.
I avsnittet The Rainy Day Women bestämmer sig Seth för att sörja sitt sorgliga kärleksliv genom att inte lyssna till sin vanliga musik, utan istället Boys II Men's låt End of the Road.
Paris Hilton gjorde ett gästspel i ett avsnitt, där hon spelade en ironisk parodi av sig själv. Seth träffade henne och förväntade sig att hon skulle vara som hon är på tv men istället inledde hon en konversation med honom om kultförfattaren Thomas Pyncon. Hilton sa också att Gravity's Rainbow är hans mästerverk!". Seth blev naturligtvis chockad.
Manusförfattarna hittade på en film de kallade Yakuza Prep som är baserad på den japanska filmen Battles Without Honor and Humanity, i tredje säsongen.
Manusförfattarna har också hittat på en tv-serie som de kallar The Valley, vilket skulle likna den populära serien OC i OC.
Rollfigurerna skämtade ofta ironiskt, och kanske också själv-hånande, om the Valley och deras påhittade dokusåpa Sherman Oaks: The Real Valley, uppenbarligen refererande tillbaka till programmet Laguna Beach: The Real Orange County och dess påstående att serien var autentisk.
Komedigruppen The Lonley Island gjorde en parodi på OC som de kallade för ”The Bu”. På Bostons college skrev och producerade elever en parodi med titeln The BC, som fick ett nationellt "erkännande" och var med i The New York Times och CBS Evening News.
När Summers pappa, Dr Roberts, under den fjärde säsongen ska flytta till Seattle berättar han att han fått jobb på sjukhuset "Seattle Grace", känt från sjukhusserien Grey's Anatomy. 

### Övriga referenser till OC
- Dr. Cox från Scrubs sa i ett avsnitt att han inte kunde bry sig mindre om OC.
- I programmet Unfabulous som sänds på Nickelodeon sade en av karaktärerna att han måste ta igen alla avsnitt av OC som han missat, eftersom han var lite kär i Mischa Barton.
- I dokusåpan Laguna Beach: The Real Orange County tittar de medverkande tonåringarna ofta på OC på tv:n.
- Jack McFarland i Will & Grace skämtade om att det var "25 år gamla barn och 35 år gamla föräldrar".
- I den amerikanska sitcomen Arrested Development förkortar olika karaktärer Orange County för OC Huvudkaraktären säger då med butter min "sluta kalla det så".
- I ett avsnitt av Simpsons parodierar man OC. Det inkluderar en otrohets-scen men också att OC-gänget går till en bankomat till tonerna av ledmotivet California tillsammans med en person utklädd till Snobben. Snobben tvingar ungdomarna sedan att ta ut pengar medan han pekar med en pistol mot deras huvuden. Ryan Atwood spelade Snobben i en musikal när han var liten. California spelades också upp på slutet medan eftertexterna rullade.

## Musik

### Soundtracket
OC har blivit mycket uppmärksammat för sitt val av musik, som oftast är låtar inom indie-genren.
1. "Cartwheels" - The Reindeer Section
2. "Eve, the Apple of My Eye" - Bell X1
3. "Champagne Supernova" (Oasis cover) - Matt Pond PA

#### Mix 5
1. "Rock & Roll Queen" – The Subways
2. "Reason is Treason" – Kasabian
3. "Wish I Was Dead Pt. 2" – Shout Out Louds
4. "Daft Punk is Playing at My House" – LCD Soundsystem
5. "Publish My Love" – Rogue Wave
6. "Forever Young" (Alphaville cover) – Youth Group
7. "Requiem for O.M.M.2" – Of Montreal
8. "Kids with Guns" – Gorillaz
9. "Na Na Na Na Naa" – Kaiser Chiefs
10. "Your Ex-Lover is Dead" – Stars
11. "California 2005" – Phantom Planet
12. "Hide and Seek" – Imogen Heap

#### Mix 6 - Covering Our Tracks
1. "Float On" (Modest Mouse) - Goldspot
2. "I Turn My Camera On" (Spoon) - Rock Kills Kid
3. "Pretty Vacant" (Sex Pistols) - Lady Sovereign
4. "California" (Phantom Planet) - Mates of State
5. "Wasted" (Black Flag) - Pinback
6. "Can't Get It out of My Head" (ELO) - John Paul White
7. "Debaser" (Pixies) - Rogue Wave
8. "Hello Sunshine" (Super Furry Animals) - Syd Matters
9. "Smile Like You Mean It" (The Killers) - Tally Hall
10. "Come Into Our Room" (Clinic) - The M's
11. "The End's Not Near" (The New Year) - Band of Horses
12. "Into Dust" (Mazzy Star) - Ashtar Command

### Gästartister

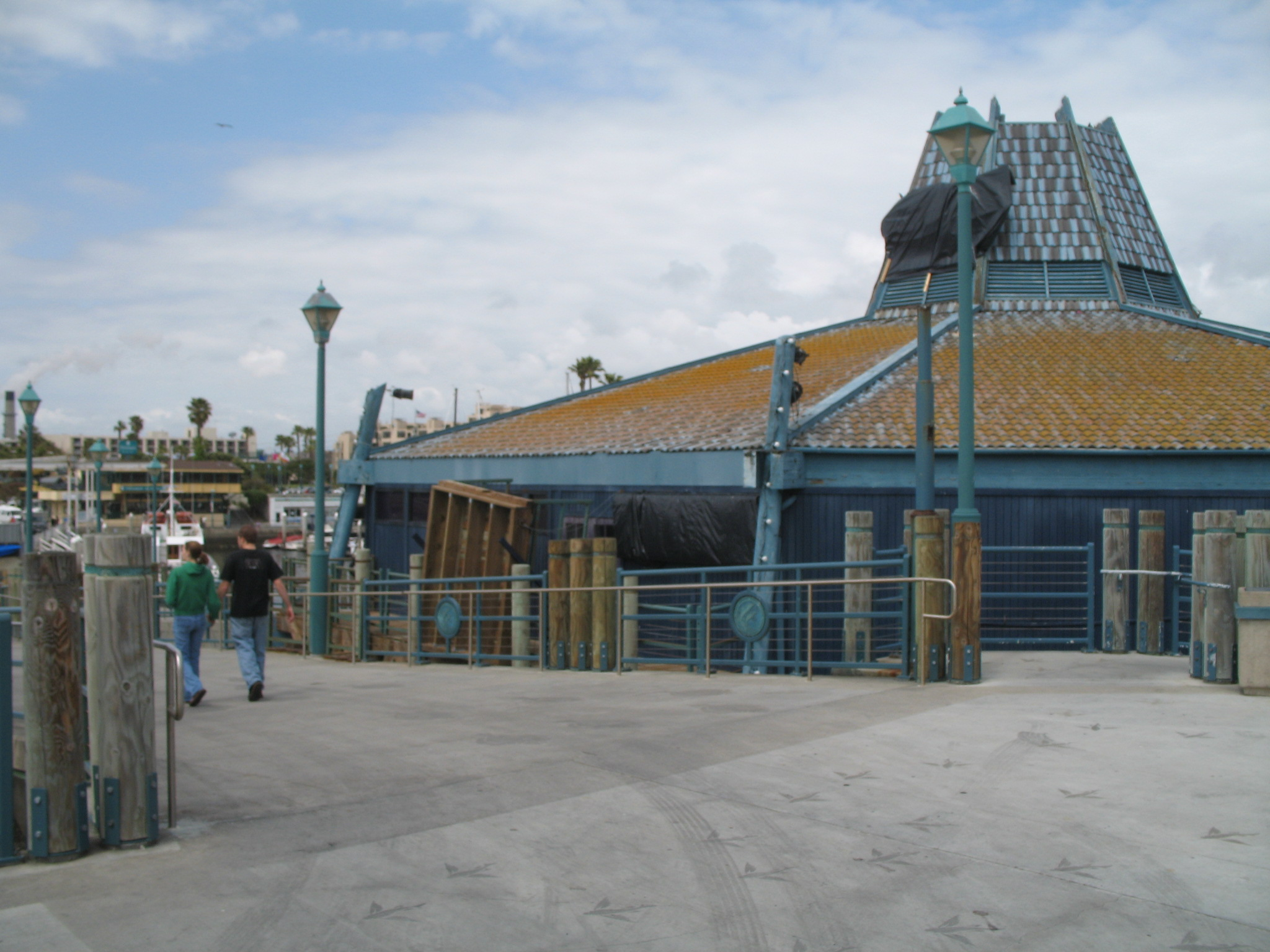
Bait Shop

Flera indieband har gästspelat i OC och då spelat på "Bait Shop".
- Rooney (The Third Wheel, säsong 1)
- Jem (The Ties That Bind, säsong 1)
- The Walkmen (The New Kids on the Block, säsong 2)
- The Killers (The New Era, säsong 2)
- Modest Mouse (The Family Ties, säsong 2)
- The Thrills (The Ex-Factor, säsong 2)
- Rachael Yamagata (The Second Chance, säsong 2)
- Death Cab for Cutie (OC Confidential, säsong 2)
- T.I. (The Return of the Nana, säsong 2)
- The Subways (The Anger Management, säsong 3)
- Tom Vek (The Road Warrior, säsong 3)
- Chris Brown (Flera avsnitt av säsong 4)
- Cam Gigandet (Flera avsnitt av säsong 3)